# Alexx Ekubo
Alexx Ekubo (Arochukwu, 10 de abril de 1986) es un actor y modelo nigeriano. Fue galardonado en la categoría de mejor actor en los Best of Nollywood Awards de 2013 por su desempeño en el largometraje Weekend Getaway.

## Biografía
Ekubo es nativo de Arochukwu, localidad ubicada en el Estado de Abia. Aunque estudió derecho en la Universidad de Calabar, se decantó por la actuación, realizando su debut en la película del realizador Lancelot Oduwa Imasuen Sinners in the House de 2005. A partir de entonces ha registrado numerosas apariciones en el cine de Nollywood, ganando premios en los Best of Nollywood Awards (2012 y 2013), Golden Icons (2013) y Screen Nation (2014).

## Filmografía

### Cine
- Aina (2011)
- Weekend Getaway (2012)
- True Citizens (2012)
- In the Cupboard (2012)
- Dream Walker (2013)
- Keeping my Man (2013)
- Lagos Cougars (2013)
- Champagne (2014)
- Single, Married and Complicated (2014)
- Ifedolapo (2014)
- Gold Diggin (2014)
- Undercover Lover (2015)
- All that Glitters (2015)
- The First Lady (2015)
- Gbomo Gbomo Express (2015)
- Death Toll (2015)
- Entreat (2016)
- The Other Side of the Coin (2016)
- Diary of a Lagos Girl (2016)
- Wife Material (2017)
- A Man for the Weekend (2017)
- Catcher (2017)
- 3 is a Crowd (2017)
- Hot Girl Next Door (2018)
- Switch (2018)
- Power of 1 (2018)
- The American King: As told by an African Priestess (2019)
- Bling Lagosians (2019)
- Zero Hour (2019)
- Your Excellency (2019)
- 72 Hours (2019)
- Son of Mercy (2020)

### Televisión
- Secrets & Scandals
- Hope Bay
- Happy Family
- Tinsel
- AY's Crib
- Married to the Game

## Premios
| Año  | Evento                            | Categoría                        | Obra            | Resultado |
| ---- | --------------------------------- | -------------------------------- | --------------- | --------- |
| 2012 | Best of Nollywood Awards          | Mejor actor revelación           | In The Cupboard | Ganador   |
| 2013 | Golden Icons Academy Movie Awards | Mejor actor de reparto           | Weekend Getaway | Ganador   |
| 2013 | Best of Nollywood Awards          | Mejor actor de reparto           | Weekend Getaway | Ganador   |
| 2014 | Screen Nation Awards              | Mejor actor relevación masculino | Él mismo        | Ganador   |